# ドイツ国防軍師団一覧
ドイツ国防軍師団一覧は、ドイツ国防軍の師団の一覧である。

## 陸軍

### 自動車化師団（Motorisierte Divisionen）

#### 装甲師団（Panzer-Divisionen）
- 第1装甲師団
- 第2装甲師団
- 第3装甲師団
- 第4装甲師団
- 第5装甲師団
- 第6装甲師団
- 第7装甲師団
- 第8装甲師団
- 第9装甲師団
- 第10装甲師団
- 第11装甲師団
- 第12装甲師団
- 第13装甲師団
- 第14装甲師団
- 第15装甲師団
- 第16装甲師団
- 第17装甲師団
- 第18装甲師団
- 第19装甲師団
- 第20装甲師団
- 第21装甲師団
- 第22装甲師団
- 第23装甲師団
- 第24装甲師団
- 第25装甲師団
- 第26装甲師団
- 第27装甲師団
- 第45装甲師団
- 第116装甲師団
- 第155装甲師団
- 第178装甲師団
- 第179装甲師団
- 第232装甲師団（タトラ装甲師団)
- 第233装甲師団
- ベルゲン装甲師団
- フェルトヘルンハレ第1装甲師団
- フェルトヘルンハレ第2装甲師団
- ホルシュタイン装甲師団
- ケンプフ装甲師団
- ミュンヒェベルク装甲師団
- ノルウェー装甲師団
- シレジア装甲師団
- 装甲教導師団
- ユーターボーグ装甲師団

#### 装甲擲弾兵師団（Panzer-Grenadier-Divisionen）
- 第3装甲擲弾兵師団
- 第10装甲擲弾兵師団
- 第14装甲擲弾兵師団
- 第15装甲擲弾兵師団
- 第16装甲擲弾兵師団（→第116装甲師団）
- 第18装甲擲弾兵師団
- 第20装甲擲弾兵師団
- 第25装甲擲弾兵師団
- 第29装甲擲弾兵師団
- 第90装甲擲弾兵師団
- 第233装甲擲弾兵師団
- 大ドイツ師団
- ブランデンブルク師団
- フェルトヘルンハレ装甲擲弾兵師団
- クールマルク装甲擲弾兵師団
- 第2降下装甲擲弾兵師団
- 総統擲弾兵師団
- 総統警護師団

#### 軽師団（Leichte Divisionen）
- 第1軽師団（→第6装甲師団）
- 第2軽師団（→第7装甲師団）
- 第3軽師団（→第8装甲師団）
- 第4軽師団（→第9装甲師団）
- 第5軽師団（→第21装甲師団）
- 第90アフリカ軽師団
- 第164アフリカ軽師団
- 第999アフリカ軽師団

#### 自動車化歩兵師団（Infanterie-Divisionen (motorisiert)）
- 第2歩兵師団
- 第3歩兵師団
- 第10歩兵師団
- 第13歩兵師団
- 第14歩兵師団
- 第16歩兵師団
- 第18歩兵師団
- 第20歩兵師団
- 第25歩兵師団
- 第29歩兵師団
- 第36歩兵師団
- 第60歩兵師団

#### 装甲猟兵師団（Panzerjagd-Division）
- ヴァイクセル装甲猟兵師団

### 歩兵師団

#### 保安師団（Sicherungs-Divisionen）
- 第52保安師団
- 第201保安師団
- 第203保安師団
- 第207保安師団
- 第213保安師団
- 第221保安師団
- 第281保安師団
- 第285保安師団
- 第286保安師団
- 第325保安師団
- 第390保安師団
- 第391保安師団
- 第403保安師団
- 第444保安師団
- 第454保安師団

#### 山岳師団（Gebirgs-Divisionen）
- 第1山岳師団
- 第2山岳師団
- 第3山岳師団
- 第4山岳師団
- 第5山岳師団
- 第6山岳師団
- 第7山岳師団
- 第8山岳師団
- 第9山岳師団
- 第157山岳師団
- 第188山岳師団
- シュタイアーマルク山岳師団
- 第1国民山岳師団

#### 猟兵師団（Jäger-Divisionen）
- 第5猟兵師団
- 第8猟兵師団
- 第28猟兵師団
- 第42猟兵師団
- 第80猟兵師団
- 第97猟兵師団
- 第100猟兵師団
- 第101猟兵師団
- 第104猟兵師団
- 第114猟兵師団
- 第117猟兵師団
- 第118猟兵師団
- 第1スキー猟兵師団
- アルプス猟兵師団

### 騎兵師団（Kavallerie-Divisionen）
- 第1騎兵師団（→第24装甲師団）
- 第3騎兵師団
- 第4騎兵師団

### 砲兵師団（Artillerie-Divisionen）
- 第18砲兵師団
- 第309砲兵師団
- 第310砲兵師団
- 第311砲兵師団
- 第312砲兵師団

### 外国人志願兵部隊

#### 騎兵部隊
- 第1コサック師団（第1コサック騎兵師団）
- 第2コサック師団
- カルムイク騎兵軍団（Kalmückisches Kavalleriekorps）

#### 義勇軍団（Legionen）
- アルメニア軍団
- 反ボルシェヴィズム・フランス義勇軍団
- グルジア軍団
- 自由インド軍団
- コーカサス＝モハメッド軍団（イスラム・コーカサス軍団）
- アゼルバイジャン軍団
- 北コーカサス軍団
- トルキスタン軍団
- イデル・ウラル軍団（ヴォルガ・タタール軍団）
- 自由アラビア軍団
- クロアチア軍団

## 空軍

### 装甲師団（Panzerdivision）
- 第1降下装甲師団

### 空軍野戦師団（Luftwaffen-Felddivisionen）
- 第1空軍野戦師団
- 第2空軍野戦師団
- 第3空軍野戦師団
- 第4空軍野戦師団：1943年11月1日に第4野戦師団（L）に改称。
- 第5空軍野戦師団
- 第6空軍野戦師団
- 第7空軍野戦師団
- 第8空軍野戦師団
- 第9空軍野戦師団：1943年9月20日に第9野戦師団（L）に改称。
- 第10空軍野戦師団：1943年9月20日に第10野戦師団(L)と改称。
- 第11空軍野戦師団：1943年9月20日に第11野戦師団(L)と改称。
- 第12空軍野戦師団
- 第13空軍野戦師団
- 第14空軍野戦師団
- 第15空軍野戦師団：1943年10月11日に第15野戦師団（L）に改称。
- 第16空軍野戦師団
- 第17空軍野戦師団
- 第18空軍野戦師団
- 第19空軍野戦師団：1944年6月1日に第19ドイツ空軍突撃師団と改称。
- 第20空軍野戦師団：1944年6月1日に第20ドイツ空軍突撃師団と改称。
- 第21空軍野戦師団
- 第22空軍野戦師団
- マインドル空軍師団：第21空軍野戦師団と第22空軍野戦師団に分割。

### 降下猟兵師団（Fallschirmjäger-Divisionen）
- 第1降下猟兵師団
- 第2降下猟兵師団
- 第3降下猟兵師団
- 第4降下猟兵師団
- 第5降下猟兵師団
- 第6降下猟兵師団
- 第7降下猟兵師団
- 第8降下猟兵師団
- 第9降下猟兵師団
- 第10降下猟兵師団
- 第11降下猟兵師団
- 第20降下猟兵師団
- 第21降下猟兵師団

### 対空探照灯師団（Flakscheinwerfer-Divisionen）
- 第1対空探照灯師団
- 第2対空探照灯師団

### 航空師団（Flieger-Divisionen）
- 空軍訓練師団
- 第1航空師団 (1934年 - 1935 年)
- 第1航空師団 (1938年 - 1939 年)
- 第1航空師団 (1942年 - 1945 年)
- 第2航空師団 (1938年 - 1939 年)
- 第2航空師団 (1942年 - 1945 年)
- 第3航空師団 (1938年 - 1939 年)
- 第3航空師団 (1943年 - 1945 年)
- 第4航空師団 (1938年 - 1939 年)
- 第4航空師団 (1943年 - 1945 年)
- 第5航空師団 (1938年 - 1939 年)
- 第5航空師団 (1944年 - 1945 年)
- 第6航空師団
- 第7航空師団
- 第9航空師団 (1940年)
- 第9航空師団 (1945年)
- 第10航空師団 (1939年)
- 第10航空師団 (1942年 - 1943年)
- 第11航空師団
- 第12航空師団
- 第14航空師団
- 第15航空師団
- 第16航空師団
- 第17航空師団
- 第18航空師団
- 第21航空師団
- 第22航空師団
- 第31航空師団

## 海軍

### 海軍歩兵師団（Marine-Infanterie-Divisionen）
- 第1海軍歩兵師団
- 第2海軍歩兵師団
- 第3海軍歩兵師団
- 第11海軍歩兵師団
- 第16海軍歩兵師団

### 上陸師団（Landungs-Divisionen）
- 第1上陸師団
- 第2上陸師団